# Falling Away from Me
Falling Away from Me — пісня ню-метал-групи Korn. Стала дебютним синглом з четвертого альбому групи, Issues.

## Прем'єра вSouth Park
Falling Away from Me була вперше виконана в мультиплікаційному серіалі South Park на каналі Comedy Central, в серії Відмінна загадка групи Korn про піратському примару. Музиканти групи виконували ролі детективів у стилі Скубі Ду, а наприкінці епізоду виконали Falling Away from Me. Варто зауважити, що пісня виконувалася не з самого початку, повністю пропустивши вступ, і починаючись з крику  Джонатана Девіса.

## Відеокліп
Режисером відеокліпу став вокаліст Limp Bizkit Фред Дерст (що з'являється в кадрі на одну мить в 4:24). Відео починається як продовження відомого відео з Freak on a Leash, завершуючи анімаційний уривок. У відеокліпі показується як молоду дівчину доводить до зриву її батько, і вона в підсумку тікає з дому посеред ночі. Відео про дівчину перемежовується вставками, в яких Korn грають в скриньці, обвішаній кулястими лампами. Відео було видано 29 листопада, 1999.

## Акустична версія
Korn виконали «Falling Away from Me» на своєму  акустичному альбомі. Наприкінці пісні Джонатан Девіс співав дуетом з бек-вокалістом Калленом Чейзом, рядки « beating me down» та « falling away from me».

## Додаткові факти
- Пісня була на деякий час знята з ефіру після теракту 11 вересня 2001.
- Джонатан Девіс виконав акустичну версію пісні у своєму сольному турі Alone I Play.